# Stine Bredal Oftedalová
Stine Bredal Oftedalová (* 25. září 1991 Nittedal) je norská házenkářka, v současnosti působící v klubu Győri ETO KC. S norskou ženskou házenkářskou reprezentací získala bronz na olympijských hrách v Riu roku 2016. Získala s ní dva tituly mistryně světa, v letech 2011 a 2015, navíc má ze světového šampionátu jedno stříbro (2017). Mistrovství Evropy vyhrála již třikrát (2010, 2014, 2016), krom toho má z eura ještě stříbro (2012). Byla nejužitečnější hráčkou mistrovství světa 2017. Je rovněž juniorskou mistryní světa (2010) a Evropy (2009). Úspěšná je i na klubové úrovni, s Győri ETO již dvakrát vyhrála Ligu mistrů EHF, nejprestižnější evropskou klubovou soutěž (2018, 2019). V roce 2019 byla Mezinárodní házenkářskou federací zvolena nejlepší světovou hráčkou roku. Jejím životním partnerem je německý házenkářský reprezentant Rune Dahmke.